# Doctor Jack
Doctor Jack (bra: Dr. Jack; prt: As Receitas do Dr. Jack), por vezes abreviado como Dr. Jack, é um filme de comédia mudo produzido nos Estados Unidos e lançado em 1922, dirigido por Fred C. Newmeyer.
No Reino Unido, ficou conhecido como Doctor’s Orders.